# Ostrożnica (Świerklaniec)
Ostrożnica (niem. Ostrosnitza) – część wsi Świerklaniec w Polsce, położona w woj. śląskim, w pow. tarnogórskim, w gminie Świerklaniec.
W latach 1975–1998 Ostrożnica administracyjnie należała do województwa katowickiego.
W pobliżu Ostrożnicy droga krajowa nr 78 krzyżuje się z drogą wojewódzką nr 912.